# (2846) Ylppö
(2846) Ylppö – planetoida należąca do zewnętrznej części pasa głównego asteroid okrążająca Słońce w ciągu 5 lat i 291 dni w średniej odległości 3,23 j.a. Została odkryta 12 lutego 1942 roku w Obserwatorium Iso-Heikkilä w Turku przez Liisi Otermę. Nazwa planetoidy pochodzi od Arvo Ylppö (1887-1992), wybitnego fińskiego pediatry. Została nadana z okazji jego setnych urodzin. Przed nadaniem nazwy planetoida nosiła oznaczenie tymczasowe (2846) 1942 CJ.